# امیلیانو استورانی
امیلیانو استورانی (انگلیسی: Emiliano Storani؛ زادهٔ ۱۹ مهٔ ۱۹۹۳) بازیکن فوتبال اهل ایتالیا است.
از باشگاه‌هایی که در آن بازی کرده‌است می‌توان به باشگاه فوتبال آسکولی و باشگاه فوتبال پارما اشاره کرد.